# Кубок мира по футболу среди военнослужащих 2013
Кубок мира по футболу среди военнослужащих 2013 — первый чемпионат мира по футболу среди военнослужащих, который прошёл в столице Азербайджана Баку со 2 по 14 июля 2013 года под лозунгом «Дружба посредством спорта». Победителем стала сборная Ирака.

## Выбор места проведения
Решение об организации и проведении первого Кубка мира среди военнослужащих в Баку было принято 27 февраля 2013 года в столице Азербайджана, во время встречи министра молодежи и спорта Азербайджана Азада Рагимова с президентом Международного совета военного спорта, а также Национального Олимпийского и Спортивного комитета Камеруна Хамадом Калкабу Малбоумом. В соответствии с соглашением, сроки проведения Кубка Мира были определены с 30 июня по 16 июля 2013 года.

## Жеребьевка
Официальная церемония жеребьевки Кубка Мира прошла 29 апреля 2013 года в Баку. На церемонии участвовали замминистра обороны Азербайджана, первый заместитель председателя оргкомитета генерал-лейтенант Чингиз Мамедов, президент Международного военно-спортивного совета, полковник Хамад Калкаба, член правления ФИФА Уолтер Гаг и другие официальные лица.
По итогам проведенной жеребьевки, 16 стран-участниц были распределены по 4 группам.

### Группы
| № | Группа A    |
| - | ----------- |
| 1 | Азербайджан |
| 2 | Мали        |
| 3 | Ирак        |
| 4 | Канада      |

| № | Группа B |
| - | -------- |
| 1 | Алжир    |
| 2 | Франция  |
| 3 | Бахрейн  |
| 4 | Кения    |

| № | Группа C    |
| - | ----------- |
| 1 | Оман        |
| 2 | Кот-д'Ивуар |
| 3 | Германия    |
| 4 | США         |

| № | Группа D   |
| - | ---------- |
| 1 | Бразилия   |
| 2 | Нидерланды |
| 3 | Катар      |
| 4 | Камерун    |

## Церемония открытия
Официальная церемония открытия I Кубка Мира по футболу среди военнослужащих, прошла 2 июля 2013 года в Баку. На церемонии, организованном на стадионе «Далга Арена», приняли участие представители министерств обороны, молодежи и спорта Азербайджана, Национального Олимпийского комитета Республики, Международного совета военного спорта, ФИФА, АФФА, сборной Азербайджана по футболу, члены 16 сборных государств-участниц турнира, а также ветераны национального футбола.
После представления команд-участниц Кубка Мира, прозвучал государственный гимн Азербайджанской Республики, были подняты государственный флаг Азербайджана и флаг Международного совета военного спорта.
Далее выступили президент Международного совета военного спорта Хамад Калкаба Мальбоум, Министр молодежи и спорта Азербайджана Азад Рагимов, председатель организационного комитета первого Кубка мира по футболу среди военнослужащих, министр обороны Азербайджана, генерал-полковник Сафар Абиев. В своем выступлении Хамад Калкаба Мальбоум отметил, что первый Кубок мира по футболу среди военнослужащих, объединивший страны Африки, Америки, Азии и Европы, превратился в значимое мероприятие для Международного совета военного спорта.
Официальная часть церемонии открытия была завершена торжественным шествием команд-участниц, после чего была представлена литературно-музыкальная хореографическая композиция, созданная по сценарию заслуженного деятеля искусств Азербайджана, полковника Абдуллы Гурбани.

## Стадионы
Игры чемпионата мира проходили в Баку, на 4 стадионах: «Далга Арена», вмещающем 6700 зрителей, «Шафа» (7600 зрителей), «Байыл» (3500 зрителей) и «Зиря» (2000 зрителей).

## Составы команд

### Сборная Азербайджана

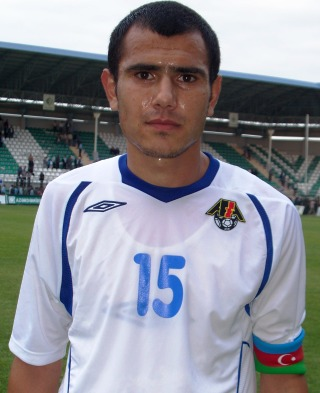
Капитан Сб. Азербайджана и победитель в номинации «Честная игра» — Нодар Мамедов

Сборная Азербайджана выступала на Кубке Мира в следующем составе:
| №  | Футболист        | Амплуа       |
| -- | ---------------- | ------------ |
| 1  | Агиль Мамедов    | нападающий   |
| 2  | Нодар Мамедов    | защитник     |
| 3  | Шахрияр Алиев    | защитник     |
| 4  | Новруз Мамедов   | защитник     |
| 5  | Эльшад Манафов   | защитник     |
| 6  | Гусейн Ахундов   | полузащитник |
| 7  | Тарлан Халилов   | полузащитник |
| 8  | Рахман Гаджиев   | полузащитник |
| 9  | Джавид Гусейнов  | полузащитник |
| 10 | Эльвин Мамедов   | полузащитник |
| 11 | Бахтияр Солтанов | нападающий   |
| 12 | Азад Керимов     | нападающий   |
| 13 | Эшгин Гулиев     | полузащитник |
| 14 | Табриз Гусейнли  | полузащитник |
| 15 | Рамазан Аббасов  | полузащитник |
| 16 | Тофик Микайылов  | полузащитник |
| 17 | Руслан Гурбанов  | полузащитник |

## Призы и награды

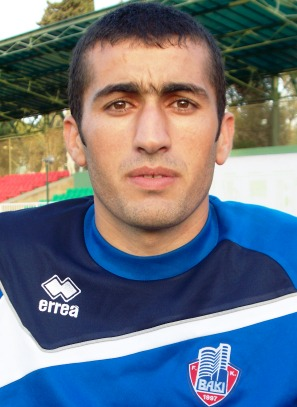
Лучший вратарь турнира — Агиль Мамедов

Сразу же по окончании финального матча кубка мира между сборными Ирака и Омана, прошла церемония награждения игроков и сборных в 5 номинациях. Награды вручали заместитель министра обороны Азербайджана, генерал-лейтенант Чингиз Мамедов, президент Международного совета военного спорта Хамад Калькаба Мальбум, вице-президент Национального олимпийского комитета Азербайджана Хазар Исаев, генеральный секретарь АФФА Эльхан Мамедов и другие.
| № | Номинация                 | Номинант              | Страна            |
| - | ------------------------- | --------------------- | ----------------- |
| 1 | За честную игру (команда) | Сборная Азербайджана  | Флаг Азербайджана |
| 2 | Лучший бомбардир          | Ахмад Хаммади         | Флаг Ирака        |
| 3 | Лучший игрок              | Абдулазиз Алт-Муртази | Флаг Омана        |
| 4 | Лучший голкипер           | Агиль Мамедов         | Флаг Азербайджана |
| 5 | За честную игру (игрок)   | Нодар Мамедов         | Флаг Азербайджана |

## Игры турнира
| Победитель 2013 World Men’s Military Cup |
| ---------------------------------------- |
| Сборная Ирака                            |

## Кубок
15 июля 2013 года в Учебно-образовательном центре министерства обороны Азербайджанской Республики в Баку, во время церемонии закрытия первого Кубка мира по футболу среди военнослужащих, победителю — национальной команде Ирака был вручен переходный Кубок.